# DeepDream
DeepDream je program za računarski vid kreiran od strane Guglovih inženjera Aleksandra Mordvinceva koji koristi konvolucionu neuronsku mrežu da pronađe i poboljša paterne na slikama putem algoritamske pareidolije, stvarajući tako izgled nalik snu koji podseća na psihodelično iskustvo u namerno prerađenim slikama.
Guglov program je popularizovao termin (duboko) „sanjanje“ da se odnosi na generisanje slika koje proizvode željene aktivacije u obučenoj dubokoj mreži, a termin se sada odnosi na kolekciju srodnih pristupa.

## Istorija
Softver DeepDream, nastao u dubokoj konvolucionoj mreži pod kodnim imenom „Inception“ po istoimenom filmu, je razvijen za ImageNet veliki izazov vizuelnog prepoznavanja (ILSVRC) 2014. godine i objavljen u julu 2015.
Ideja i ime iz snova postali su popularni na internetu 2015. zahvaljujući Guglovom programu Dipdrim. Ideja datira iz rane istorije neuronskih mreža, i slične metode su korišćene za sintezu vizuelnih tekstura. Srodne ideje za vizuelizaciju razvilo je (pre Guglovog rada) nekoliko istraživačkih grupa.
Nakon što je Gugl objavio svoje tehnike i učinio svoj kod otvorenim kodom, na tržištu su se pojavili brojni alati u obliku veb servisa, mobilnih aplikacija i desktop softvera koji omogućavaju korisnicima da transformišu sopstvene fotografije.

## Spoljašnje veze
- Deep Dream, python notebook na veb-sajtu GitHub
- Mordvintsev, Alexander; Olah, Christopher; Tyka, Mike (17. 6. 2015). „Inceptionism: Going Deeper into Neural Networks”. Архивирано из оригинала 2015-07-03. г.